# 마도로스 박
"마도로스 박"(마도로스 朴)은 한국에서 제작된 신경균 감독의 1964년 영화이다. 박노식 등이 주연으로 출연하였고 윤종욱 등이 제작에 참여하였다.

## 출연

### 주연
- 박노식
- 도금봉
- 이예춘

## 기타
- 조명: 최상동
- 미술: 원제래